# Jim Aitken
Pour les articles homonymes, voir Aitken.
Pas d'image ? Cliquez ici

a Compétitions nationales et continentales officielles uniquement.

b Matchs officiels uniquement.
Dernière mise à jour le 14 décembre 2024.
James Aitken dit Jim Aitken, né le 22 novembre 1947 à Penicuik, est un joueur de rugby à XV qui a joué avec l'équipe d'Écosse, évoluant au poste de pilier.

## Biographie
Jim Aitken dispute son premier test match le 15 janvier 1977 contre l'équipe d'Angleterre. Il dispute son dernier test match le 12 mai 1984  contre l'équipe de Roumanie. Il est sept fois capitaine de l'équipe d'Écosse. Il est le capitaine de l'équipe qui réalise le Grand Chelem en 1984.

## Palmarès
- Grand Chelem dans le tournoi en 1984
- Plus vieux marqueur d'essai dans le tournoi (à 36 ans et 60 jours) en 1984 contre le Pays de Galles.

## Statistiques en équipe nationale
- 24 sélections (+ 1 avec le XV d'Écosse)
- 4 points (1 essai)
- Sélections par années : 3 en 1977, 8 en 1981, 4 en 1982, 4 en 1983, 5 en 1984
- Tournois des Cinq Nations disputés : 1977, 1981, 1982, 1983 et 1984.